# دودمان کاپت
دودمان کاپِتی پس از کارولنژی‌ها از سال ۹۸۷ تا ۱۳۲۸ میلادی بر فرانسه فرمان راندند. سه شاخه از این دودمان با نام‌های والوآها، بوربون‌ها و افسران بر فرانسه فرمان راندند.

## از برآمدن تا سرنگونی

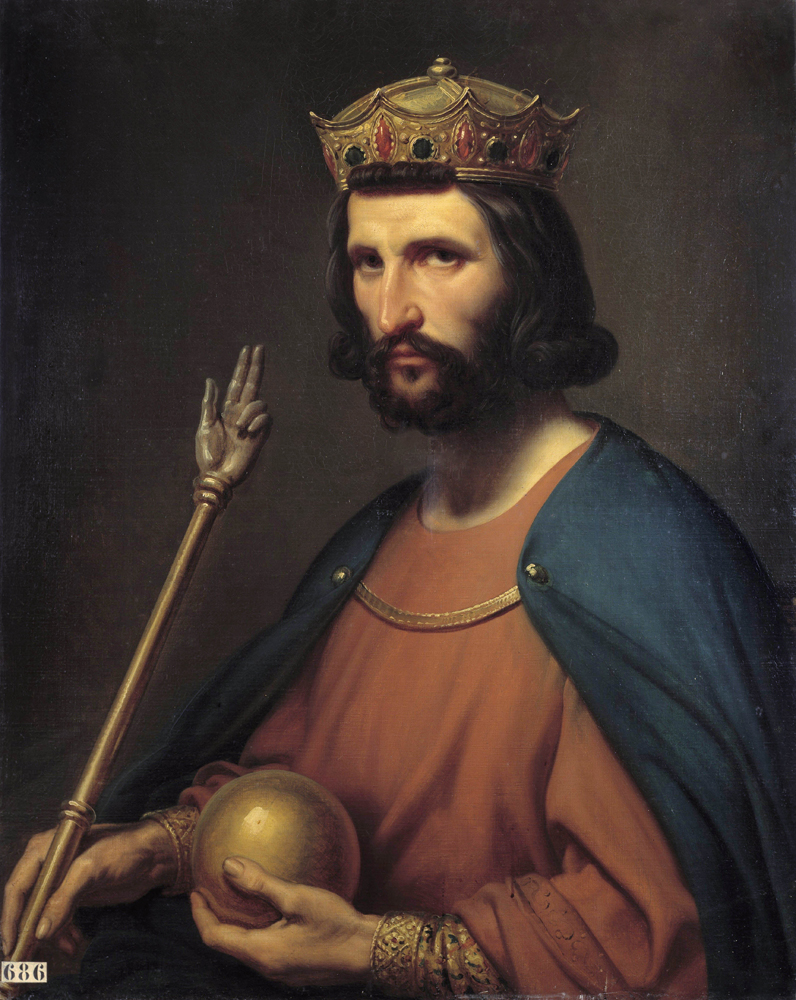
هوگ کاپت

نخستین مرد نیرومند این خاندان هوگو بزرگ پسر شاه روبر یکم بود. او در دوره ناتوانی کارولنژی‌ها قدرت و اعتبار بسیاری به دست آورد. پسر او، هوگو کاپه، که در آغاز چون پدر کنت پاریس و دوک فرانک‌ها بود توانست از ناتوانی لوئی پنجم، واپسین شاه کارولنژی و نیز همیاری امپراتوران آلمان و اسقف رمس بهره گرفته و به پادشاهی برسد. هرچند تا سال‌ها کلیسای کاتولیک او را به شاهی فرانسه نمی‌پذیرفت. همچنین کاپتی‌ها در آغاز بر همه فرانسه چیرگی نداشتند و با گذشت زمان بر مرزهای کشورشان افزودند.
پادشاهی کاپتی‌ها با کشاکش جنگ‌های صلیبی همدوره بود و برخی از این پادشاهان نیز خود در جنگ‌های صلیبی شرکت کردند و حتی لوئی نهم برای دلاوریهایش در جنگ با مسلمانان از سوی کلیسا پس از مرگ، سن‌لوئی یا لوئی قدیس خوانده شد.
پس از لوئی دهم فرانسه دچار مشکلی به نام جانشینی پادشاه شد چرا که تا زمانی که لوئی زنده بود پسری نداشت. همسر لوئی دهم که آبستن بود ولی پس از مرگ شوهر پسری به دنیا آورد که از آغاز زاده شدن به پادشاهی فرانسه رسید و نام ژان یکم را بر او گذاردند؛ ولی این پادشاه نوزاد نیز پنج روز بیشتر زنده نماند و به ناچار عمویش به نام فیلیپ پنجم به پادشاهی برگزیده شد؛ ولی چون فیلیپ پنجم هم فرزند پسری نداشت باز فرانسه دچار تنگنای جانشینی شد و پس از مرگ فیلیپ برادر جوان‌تر وی شارل چهارم به پادشاهی رسید. از آنجا که از شارل نیز فرزند پسری نمانده بود که جانشین وی شود سرانجام پادشاهی به دودمان والوآ رسید که شاخه‌ای از کاپتی‌ها بودند.

## فهرست پادشاهان کاپتی
- ۹۹۶–۹۸۷: هوگو کاپه، در آغاز کنت پاریس و سپس پادشاه فرانسه
- ۱۰۳۱–۹۹۶: روبر دوم، شناخته شده به روبر پیر
- ۱۰۶۰–۱۰۳۱: هانری یکم
- ۱۱۰۸–۱۰۶۰: فیلیپ یکم
- ۱۱۳۷–۱۱۰۸: لوئی ششم، شناخته شده به فربه
- ۱۱۸۰–۱۱۳۷: لوئی هفتم
- ۱۲۲۳–۱۱۸۰: فیلیپ دوم
- ۱۲۲۶–۱۲۲۳: لوئی هشتم
- ۱۲۷۰–۱۲۲۶: لوئی نهم، شناخته شده به لوئی قدیس
- ۱۲۸۵–۱۲۷۹: فیلیپ سوم، شناخته شده به بی‌باک
- ۱۳۱۴–۱۲۸۵: فیلیپ چهارم، شناخته شده به نیک
- ۱۳۱۶–۱۳۱۴: لوئی دهم
- ۱۳۱۶–۱۳۱۶: ژان یکم
- ۱۳۲۲–۱۳۱۶: فیلیپ پنجم
- ۱۳۲۸–۱۳۲۲: شارل چهارم

- هوگو کاپه
  -  روبر دوم
    - هانری یکم
      - فیلیپ یکم
        -  لوئی ششم
          - لوئی هفتم
            -  فیلیپ دوم
              -  لوئی هشتم
                - لوئی نهم
                  - فیلیپ سوم
                    - فیلیپ چهارم
                    -  دودمان والوآ
                    -   خاندان ایورو

                  -   خاندان بوربون

                -  خاندان آرتوا
                -   خاندان آنژو

          -  خاندان درو
          -   خاندان کورتنی

      -   خاندان ورماندی

    -   خاندان بورگوندی